# The Free Design (album)
The Free Design est un maxi du groupe anglais Stereolab, sorti en septembre 1999.
Le titre de l'album est un hommage au groupe de jazz/pop new yorkais des années 1970, The Free Design.

## Liste des titres
1. The Free Design – 3:46
2. Escape Pod (From the World of Medical Observations) – 3:57
3. With Friends Like These – 5:49
4. Les Aimies des Memes – 3:54